# Universitatea Erasmus din Rotterdam
Universitatea Erasmus din Rotterdam este o universitate publică de cercetare situată în Rotterdam, Țările de Jos. Este numită după umanistul și teologul din secolul al XV-lea Desiderius Erasmus Roterodamus.
Erasmus University Medical Center⁠(en)[traduceți] este cel mai mare și mai cunoscut centru academic medical și de traumatologie din Țările de Jos, iar Erasmus School of Economics și Rotterdam School of Management⁠(en)[traduceți] sunt bine cunoscute. Universitatea a fost clasificată printre primele 100 din lume de site-urile de ranking.
Universitatea are șapte facultăți și se concentrează asupra următoarelor patru domenii:
- Medicină – Facultatea de Medicină și Științe ale Sănătății / Erasmus MC și Faculty of Medicine and Health Sciences / Erasmus MC and Erasmus School of Health Policy & Management
- Economie – Erasmus School of Economics and Rotterdam School of Management
- Guvernanță – Erasmus School of Law and Erasmus School of Social and Behavioural Sciences
- Cultură generală – Erasmus School of History, Culture and Communication, Erasmus School of Social and Behavioural Sciences (ESSB) and Erasmus School of Philosophy (ESPhil)

## Galerie de imagini

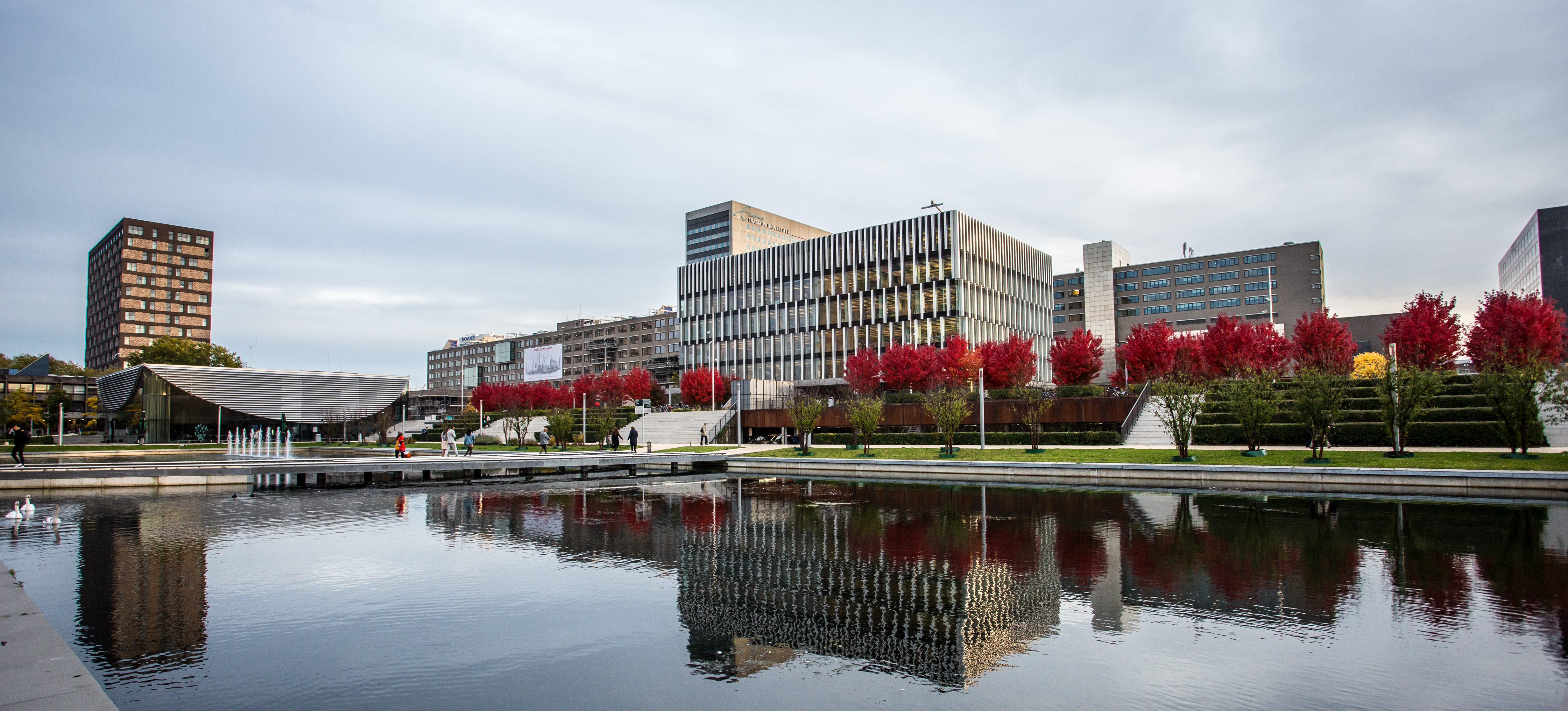
Campusul Universității
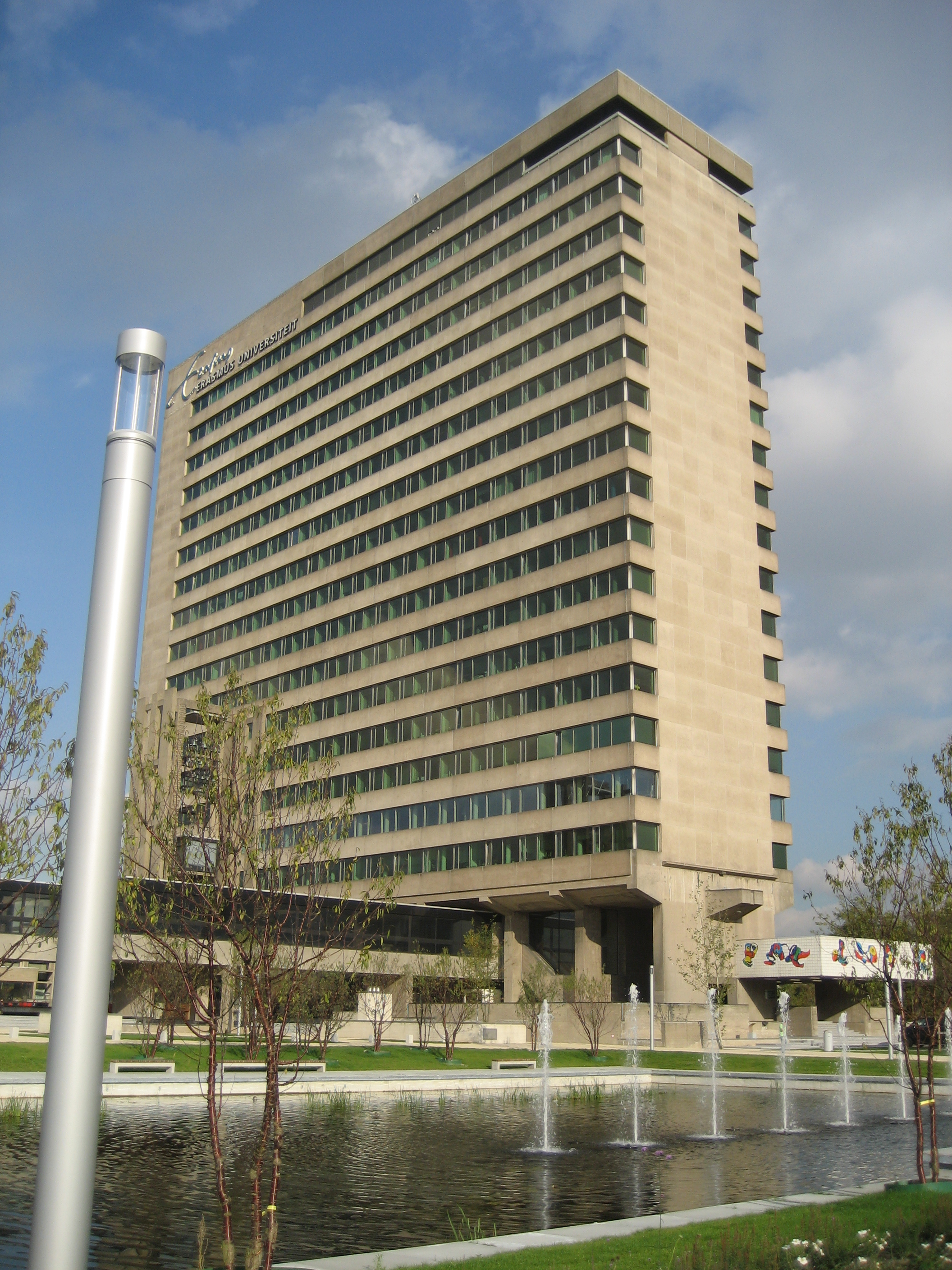
Clădirea principală adăpostește Erasmus School of Economics
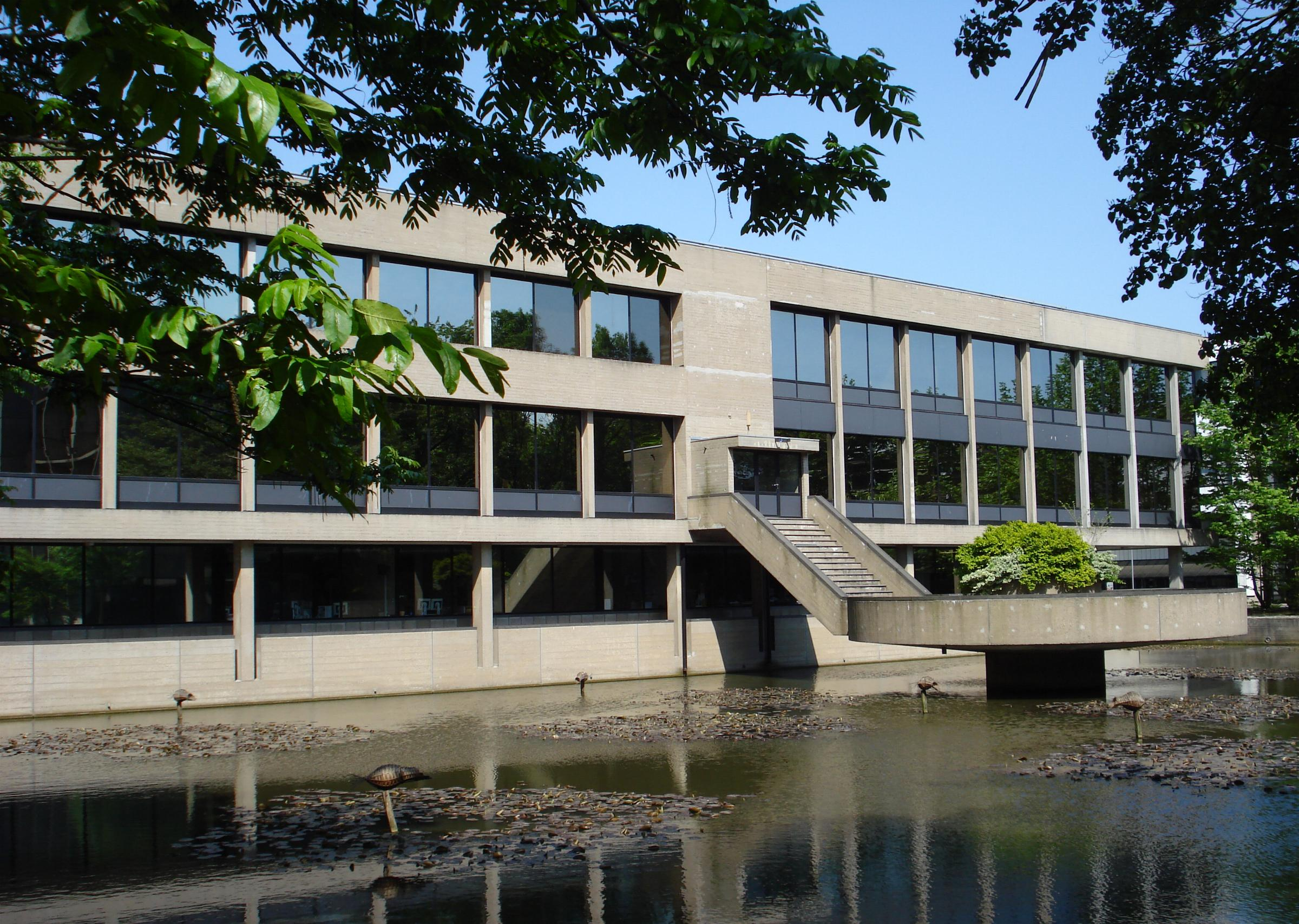
Biblioteca Universității
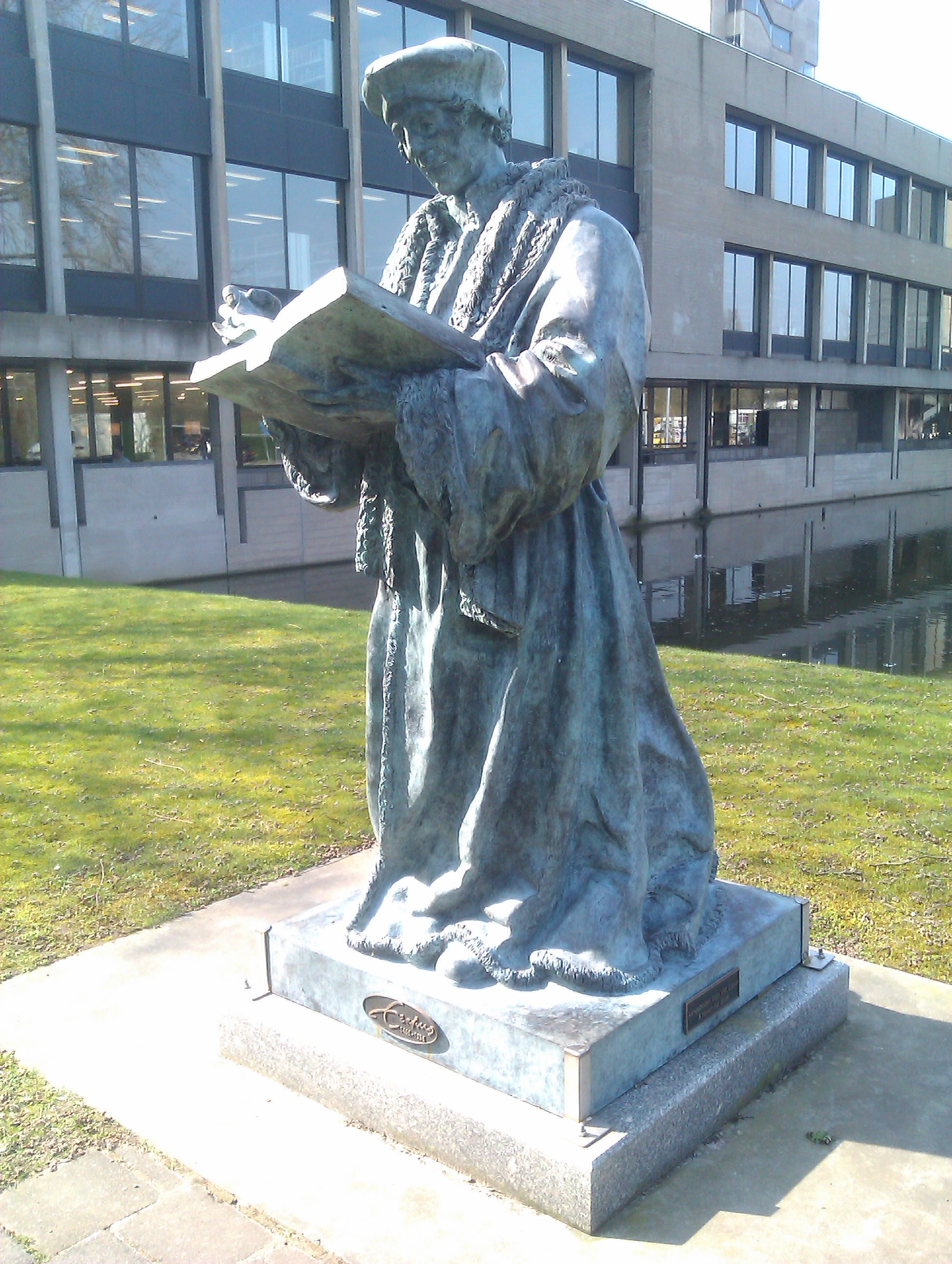
Statuia lui Erasmus lângă bibliotecă
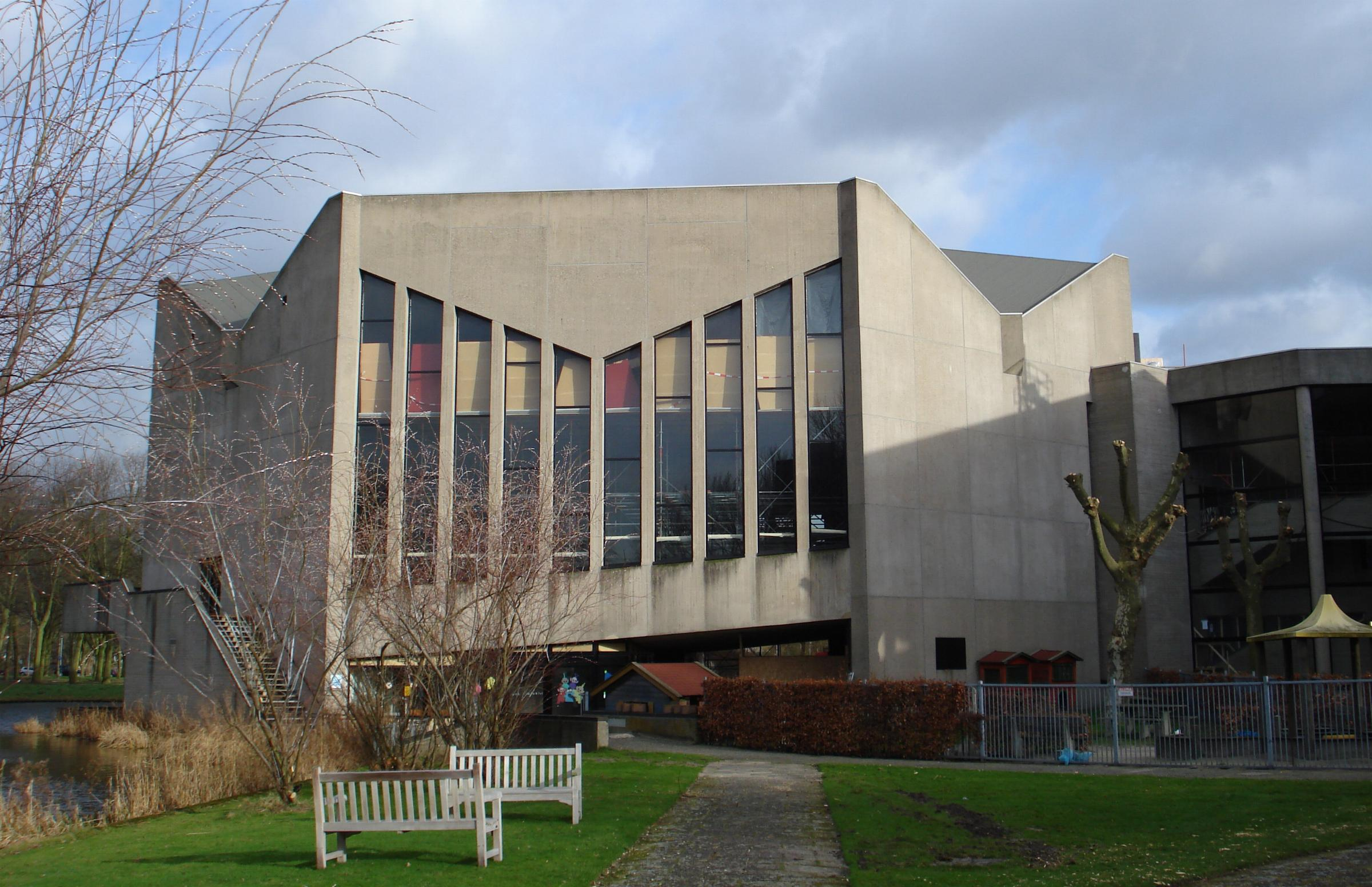
Aula Universității
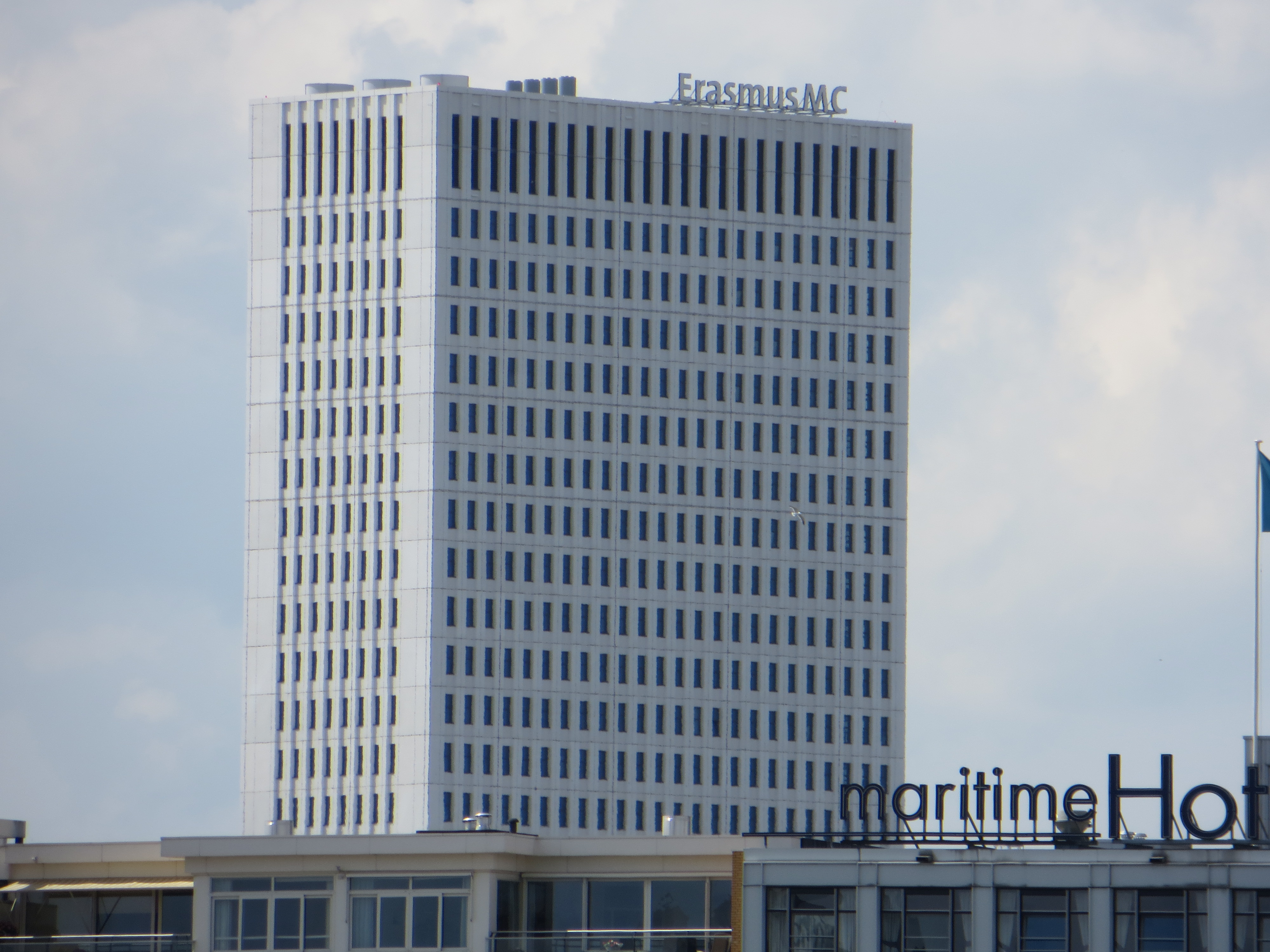
Clădirea nouă a Erasmus MC
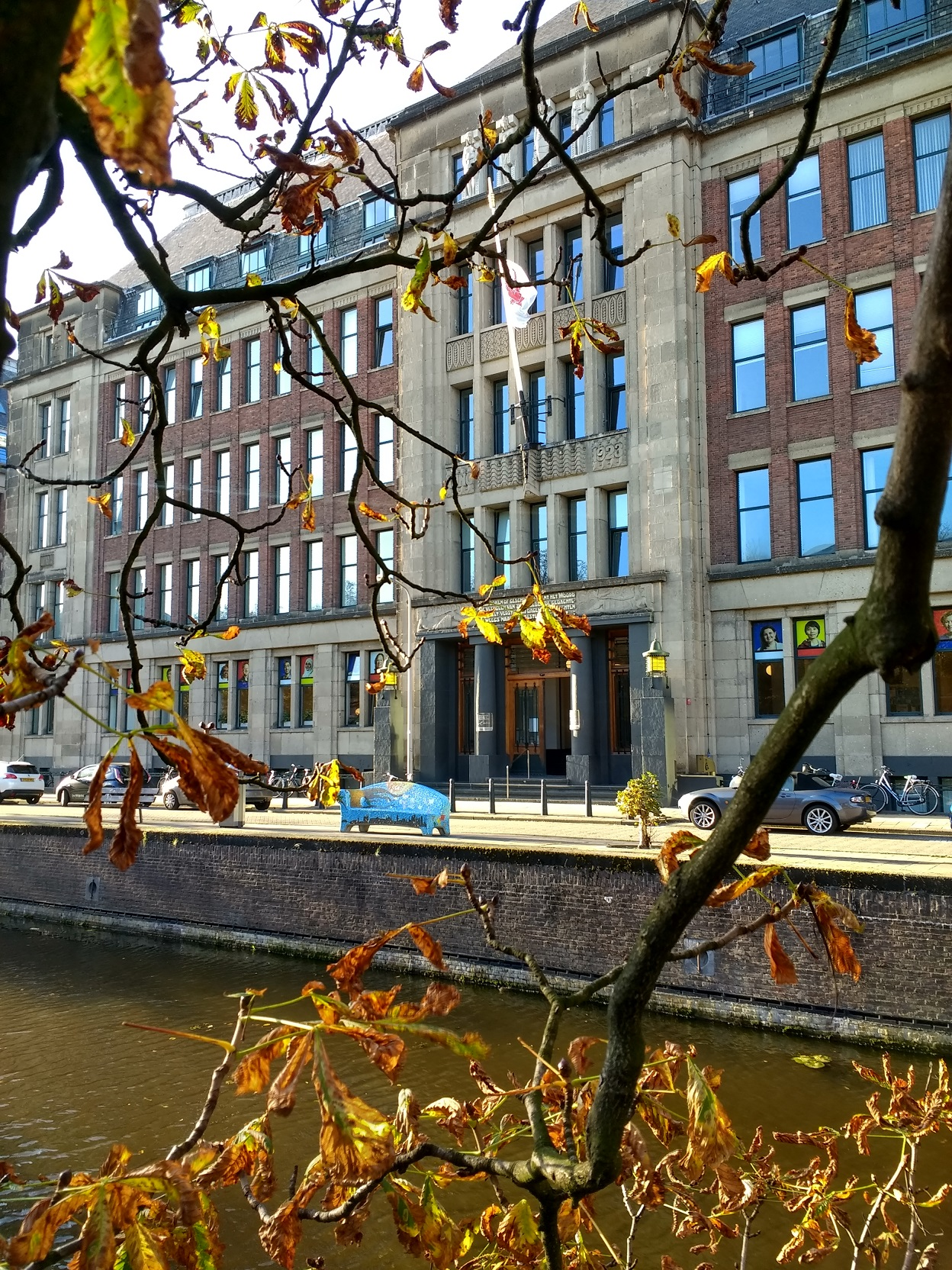
Institutul Internațional de Științe Sociale din Haga
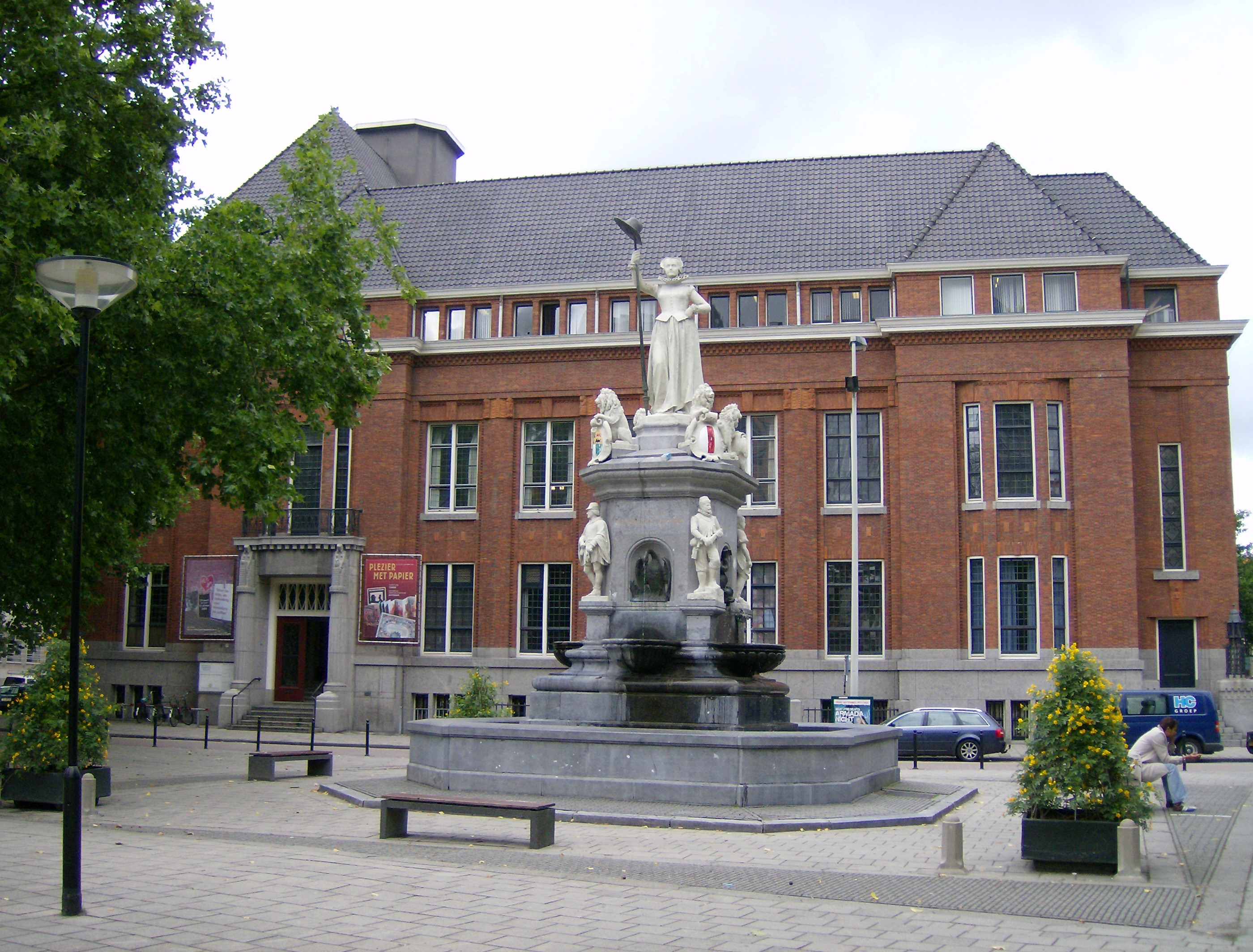
Erasmus University College